# 精氨基琥珀酸尿症
精氨基琥珀酸尿症是一種遺傳性疾病，使氨積聚在血液內。由於氨是有毒的，尤其對神經系統造成破壞，精氨基琥珀酸尿症在出生數天便會發現。
患有精氨基琥珀酸尿症的初生嬰兒會昏昏欲睡及食慾不振，呼吸頻率及溫度調節會較差，且會癲癇或不正常的身體活動，甚至會昏迷。較嚴重的會有發育不良及智能障礙，逐步對肝臟的損害、皮膚損害、頭髮變得易斷亦會出現。即時的治療及正衡的生活（嚴謹的飲食及藥物控制）可以阻止上述的問題。
間中地，因疾病或壓力可以同樣導致氨積聚在血液內，出現較輕的病徵。

## 流行病學
約每70,000個初生嬰兒中，便會有1人患上精氨基琥珀酸尿症。

## 遺傳學
精氨基琥珀酸尿症的成因是精氨基琥珀酸裂解基因的突變，屬於稱為尿素循環代謝障礙的遺傳疾病。尿素循環是在肝臟細胞內進行的一連串化學反應，將身體內因使用蛋白質而產生過多的氮，製成為尿素，並由腎臟排出體外。
精氨基琥珀酸尿症就是因負責尿素循環其中一個步驟的精氨基琥珀酸裂解酶受到破壞或是短缺，使得尿素循環不能正常運作，過多的氮便以氨的形式積聚在血液內。氨會破壞神經系統，所以精氨基琥珀酸尿症會導致神經學上的問題及最後破壞肝功能。
精氨基琥珀酸尿症是染色體隱性遺傳的，即兩個隱性基因同時存在（稱為「雙隱性」）才會發病。一般來說，父母各自都是帶有一個隱性基因而沒有任何病徵。

## 內部連結
- 尿素循環
- 精氨基琥珀酸裂解酶